# 森忠敬
森 忠敬（もり ただよし）は、播磨国赤穂藩9代藩主。赤穂藩森家15代。

## 生涯
寛政6年（1794年）6月20日、7代藩主・森忠賛の十男として生まれる。文化4年（1807年）に兄で第8代藩主の忠哲が死去したため、その養子として家督を継いだ。文化5年（1808年）8月15日に11代将軍・徳川家斉と拝謁し、12月16日に従五位下・美作守に叙位・任官する。
文政面では、兄の忠哲が先代の事績を明らかにすべく編集していた『森家先代実録』の制作を引き継ぎ、儒学者の村上中所の監修で制作を進め、文化6年（1809年）に28巻からなる『実録』を完成させた。また忠敬は、さらに補遺の作成を命じ、文化8年（1811年）に補遺2巻も完成した。全30巻からなるこの『実録』は、戦国時代からの森家の事績を仔細に調べ上げており、現在に至っても森家のことを調べる上で重要な書となっている。
藩政においては、文化8年（1811年）と文化14年（1817年）に塩田開発を積極的に行い、塩問屋との関係強化に努めて藩財政再建を目指した。また、藩校の博文館をさらに拡張した。文化10年（1813年）に越中守に遷任し、後に肥後守に遷任する。文政7年（1824年）6月4日（または6月8日）に死去した。享年31。
森家譜によると、跡を長男・忠貫が継いでいる。ただし忠貫は早世したため、三男・忠徳が替え玉（表向き同一人物）として擁立され、忠貫は歴代藩主に数えられていない。

## 系譜
- 父：森忠賛（1758-1837）
- 母：不詳
- 養父：森忠哲（1788-1807）
- 正室：東姫 - 酒井忠実の娘
  - 三男：森忠徳（1818-1881）
- 生母不明の子女
  - 長男：森忠貫（1816-1827）
  - 次男：森正綽
  - 四男：青木可寿
  - 五男：新田貞時（1820-1873） - 新田貞靖の養子
  - 女子：森可彝室